# Landschaftsschutzgebiet Westfalenhang
Koordinaten: 51° 11′ 16,5″ N, 8° 27′ 50,1″ O

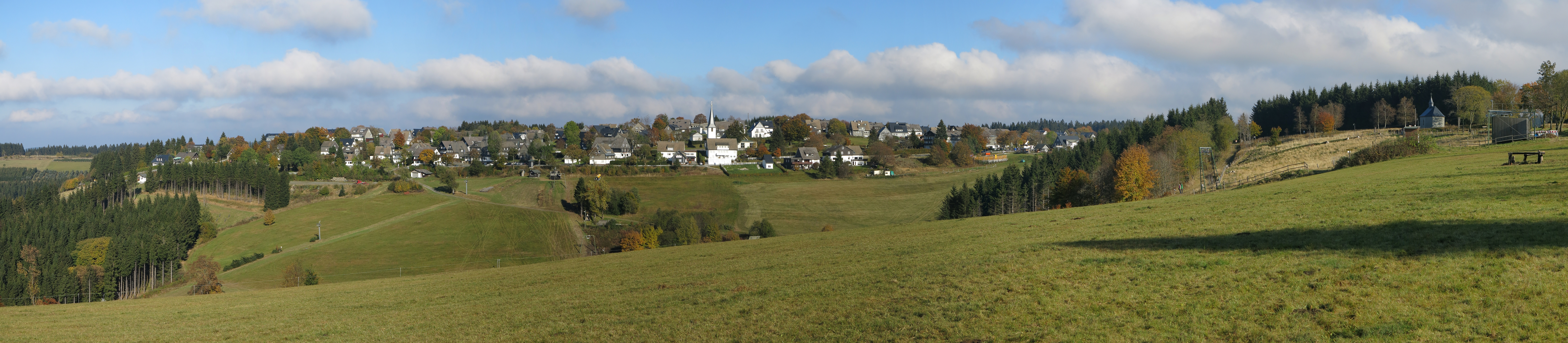
Landschaftsschutzgebiet Westfalenhang vor dem Dorf

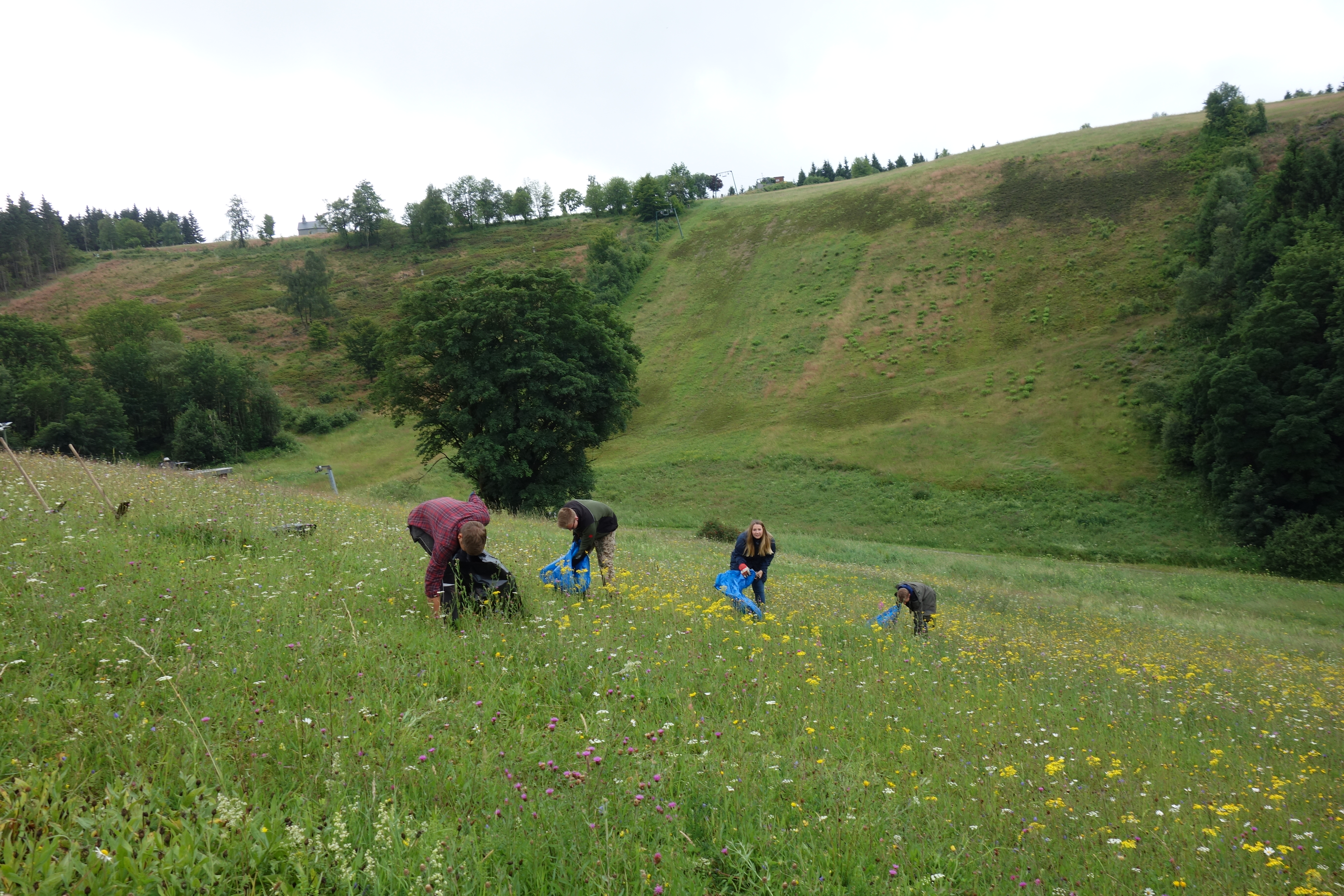
Mitarbeiter der Biologischen Station Hochsauerlandkreis bekämpfen Jakobskreuzkraut durch ausreißen im LSG

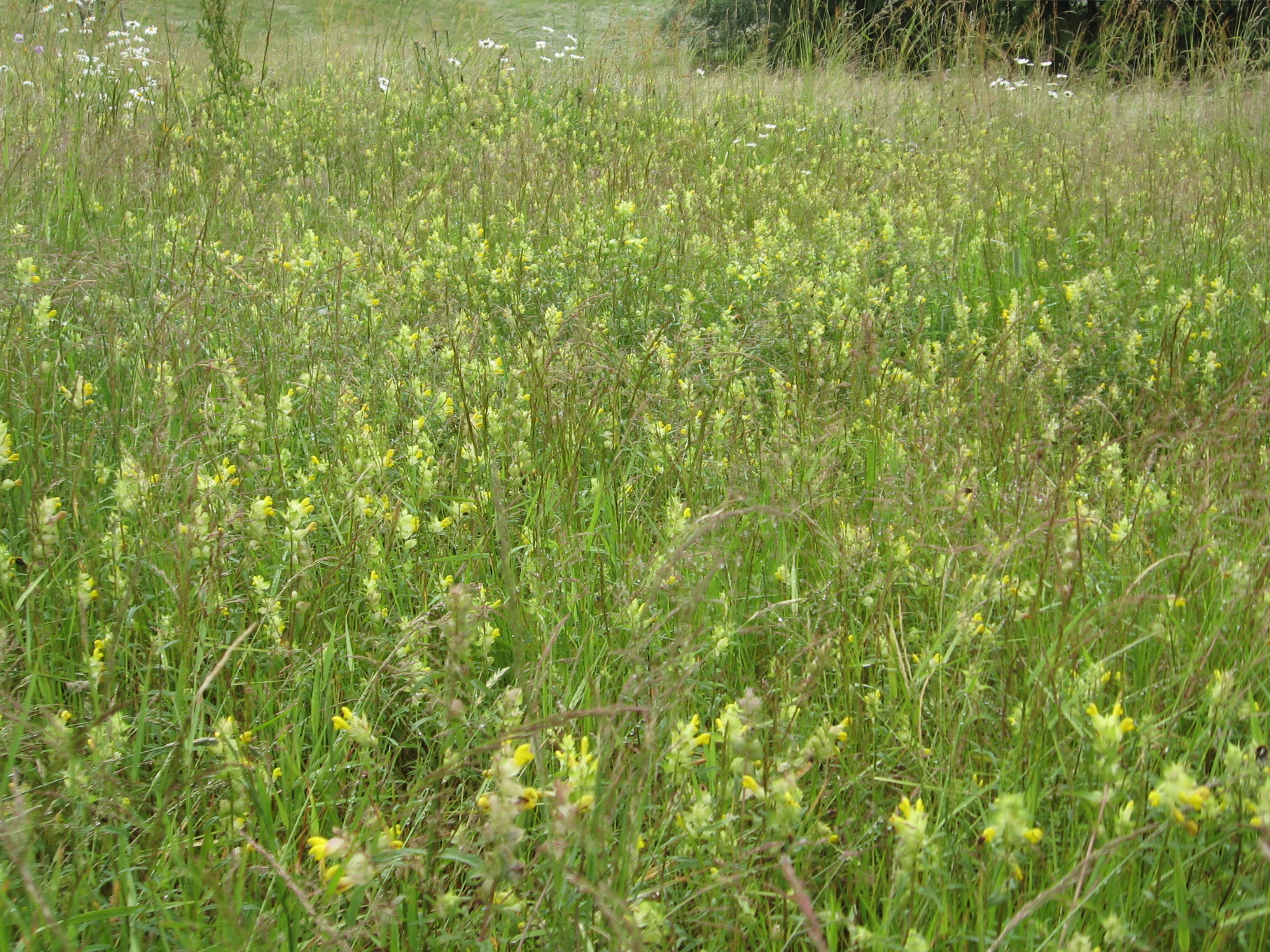
Großer Klappertopf im LSG

Das Landschaftsschutzgebiet Westfalenhang mit 25,21 ha Größe liegt westlich von Altastenberg im Stadtgebiet von Winterberg. Das Gebiet wurde 2008 vom Kreistag des Hochsauerlandkreises mit dem Landschaftsplan Winterberg als Landschaftsschutzgebiet (LSG) Typ C ausgewiesen. Das ganze LSG gehört seit 2004 zum FFH-Gebiet Bergwiesen bei Winterberg (DE 4717-305). Die anderen Teile des FFH-Gebietes Bergwiesen bei Winterberg bei Altastenberg liegen im Naturschutzgebiet Bergwiesen bei Altastenberg und im Naturschutzgebiet Brandtenberg. Weitere Teilgebiete des FFH-Gebietes liegen in anderen Bereichen Winterbergs. Das eigentlich zur Ausweisung als Naturschutzgebiet vorgesehene Gebiet wurde wegen seiner teilweise Nutzung als Skigebiet Westfalenhang zum LSG. Im LSG gibt es extensiv genutzte Bergwiesen mit Mähnutzung. Im LSG gibt es großflächige artenreiche Magerrasenbereiche mit Rotschwingel-Straußgrasrasen, Glatthafer-Goldhaferwiesen, und Waldstorchschnabel-Goldhaferwiesen. Das LSG ist ein gesetzlich geschütztes Biotop nach § 30 BNatSchG.

## Schutzzweck
Das Landschaftsschutzgebiet Westfalenhang wurde als eines von 13 Landschaftsschutzgebieten vom Typ C, Wiesentäler und bedeutsames Extensivgrünland im Stadtgebiet von Winterberg, ausgewiesen. Wie in den anderen 12 Landschaftsschutzgebieten vom Typ C im Landschaftsplangebiet Winterberg besteht im LSG Talsystem der Elpe ein Umwandlungsverbot von Grünland und Grünlandbrachen in Acker oder andere Nutzungsformen. Eine Erstaufforstung und eine Anlage von Weihnachtsbaumkulturen ist verboten. Eine maximal zweijährige Ackernutzung innerhalb von zwölf Jahren ist erlaubt, falls damit die Erneuerung der Grasnarbe vorbereitet wird. Dies gilt als erweiterter Pflegeumbruch. Beim erweiterten Pflegeumbruch muss ein Mindestabstand von fünf Metern vom Mittelwasserbett eingehalten werden.
Die Ausweisung erfolgte zur Ergänzung der Naturschutzgebiets-Ausweisung in den Talauen von Winterberg um ein Offenlandbiotop-Verbundsystem zu schaffen, damit Tiere und Pflanzen Wanderungs- und Ausbreitungsmöglichkeiten behalten, und dem Erhalt der Vorkommen geschützter Vogelarten sowie dem Schutz artenreicher Pflanzengesellschaften.